# برج واسکو دو گاما
برج واسکو دو گاما (به پرتغالی: Torre Vasco da Gama) یک آسمان‌خراش ۱۴۵ متری در لیسبون، پرتغال است. این برج در ضلع شمالی رود تاقوس قرار دارد و نام خود را از واسکو دو گاما (نخستین اروپایی که وارد هند شد) گرفته است.